# Funkstep
Funkstep (ausgesprochen fʌŋkstep), auch Funky Dubstep, ist ein Musikgenre der elektronischen Tanzmusik und ein Subgenre von Dubstep, als auch von French House.

## Geschichte
Während der Dubstep-Bewegung ab 2001 gewann dieses Genre mehr und mehr Anhänger, Interessenten und somit auch Produzenten. Allerdings betrachten viele Artisten das Potential des kommerziellen Dubstep bereits als ausgeschöpft, wodurch diverse Subgenres und Abänderungen entstanden. Funkstep wurde hauptsächlich ab dem Frühjahr 2012 durch Einflüsse aus den Genres Dubstep, French House, Funky House und auch Electro-House geprägt.

## Merkmale
Besonders auffällig sind die Geschwindigkeitswechsel, da Dubstep für gewöhnlich zwischen 64 und 80 Beats pro Minute liegt, French- und Electro-House hingegen bei etwa 116 bis 130. Dieses Problem wird meist dadurch gelöst, den Song während seiner Dubstep-ähnlichen Phasen halb so schnell abzuspielen als in den vorkommenden House-ähnlichen Abschnitten.
Oftmals beginnen Funkstep Lieder mit ruhigen Intros, welche aufgrund der Dubstep ähnlichen Drums gelegentlich in den ersten Momenten mit Liedern dieses Genres verwechselt werden. Spätestens aber nach dem Einsatz eines typischen Dubstep-Riffs und dem bald darauffolgenden Wechsel der Bassdrum auf einen konsistenten 4/4-Takt lässt sich erkennen, dass der Übergang zu komplexerer House-Musik erfolgt, was einen Funkstep-Song auszeichnet. Diese Übergänge sind mehrmals pro Lied möglich und kennzeichnen oftmals die Drops und Höhepunkte.
Vertreter des Genres sind u. a. Redkay, Big Gigantic und Lil Silva.